# Nicolò Renna
Nicolò Renna (Rovereto, 1 de mayo de 2001) es un deportista italiano que compite en vela en la clase iQFoil.
Ganó tres medallas en el Campeonato Mundial de IQFoil entre los años 2023 y 2025, y dos medallas en el Campeonato Europeo de IQFoil, en los años 2022 y 2023.
Participó en los Juegos Olímpicos de París 2024, ocupando el sexto lugar en la clase iQFoil.

## Palmarés internacional
| \| Campeonato Mundial \| Campeonato Mundial \| Campeonato Mundial \| Campeonato Mundial \| \| Año \| Lugar \| Medalla \| Clase \| \| ------------------ \| ---------------------- \| ------------------ \| ------------------ \| \| 2023 \| La Haya (Países Bajos) \| Medalla de bronce \| iQFoil \| \| 2024 \| Lanzarote (España) \| Medalla de oro \| iQFoil \| \| 2025 \| Aarhus (Dinamarca) \| Medalla de bronce \| iQFoil \| \| Campeonato Europeo \| \| \| \| \| Año \| Lugar \| Medalla \| Clase \| \| 2022 \| Torbole (Italia) \| Medalla de plata \| iQFoil \| \| 2023 \| Patras (Grecia) \| Medalla de oro \| iQFoil \| |                        |                   |        |
| Campeonato Mundial |                        |                   |        |
| Año | Lugar                  | Medalla           | Clase  |
| 2023 | La Haya (Países Bajos) | Medalla de bronce | iQFoil |
| 2024 | Lanzarote (España)     | Medalla de oro    | iQFoil |
| 2025 | Aarhus (Dinamarca)     | Medalla de bronce | iQFoil |
| Campeonato Europeo |                        |                   |        |
| Año | Lugar                  | Medalla           | Clase  |
| 2022 | Torbole (Italia)       | Medalla de plata  | iQFoil |
| 2023 | Patras (Grecia)        | Medalla de oro    | iQFoil |